# Студебейкер, Сара
Сара Студебейкер (англ. Sara Studebaker; род. 7 октября 1984, Бойсе) — американская биатлонистка, участница Зимних Олимпийских игр в Ванкувере и Сочи.

## Карьера
В составе национальной сборной — с 2008 года. До биатлона Студебейкер занималась лыжами и участвовала на юношеских соревнованиях. В сезоне 2008/09 дебютировала на этапах Кубка мира. Участница трёх чемпионатов мира. После окончания сезона 2013/14 объявила об уходе из биатлона.

### Участие в Олимпийских играх
| Год  | Место проведения | Инд | Спр | Пр | МС | Эст |
| 2010 | Ванкувер         | 34  | 45  | 46 | -  | 17  |
| 2014 | Сочи             | 55  | 44  | 51 | -  | 7   |

### Участие в Чемпионатах мира
| Год  | Место проведения  | Инд | Спр | Пр | МС | Эст | См |
| 2012 | ЧМ Ханты-Мансийск | 17  | 48  | 38 | -  | 13  | 13 |
| 2012 | ЧМ Рупольдинг     | 38  | =49 | 41 | -  | 11  | 12 |
| 2013 | ЧМ Нове-Место     | 27  | 65  | -  | -  | 11  | -  |

## Кубок мира
Наилучший результат на этапах Кубка мира был показан спортсменкой 4 февраля 2011 года на этапе в американском Преск-Айле. Тогда Студебейкер финишировала 14-й в спринте.
- 2008/09 — 91-е место
- 2009/10 — 94-е место
- 2010/11 — 34-е место
- 2011/12 — 55-е место
- 2012/13 — 66-е место
- 2013/14 — 93-е место